# Sinne Eeg
Sinne Eeg, född 1 september 1977 i Lemvig i Danmark, är en dansk jazzsångare.
Sinne Eeg utbildade sig på Vestjysk Musikkonservatorium i Esbjerg 1997–2003 och debuterade 2003 med albumet Sinne Eeg. Hon fick 2008 Danish Music Awards pris Årets Danske Vokaljazz-album för Waiting for dawn och 2009 Danmarks Radios P2 Jazz Prisen.

## Diskografi
- 2003 – Sinne Eeg
- 2005 – Abrikostræet (med Mads Vinding och Lise Marie Nedergaard)
- 2007 – Waiting for Dawn
- 2008 – Kun en drøm
- 2008 – Remembering You (engelsk version av Kun en dröm)
- 2010 – Merry Christmas Baby (med Bobo Moreno)
- 2010 – Don't Be So Blue
- 2012 – The Beauty of Sadness
- 2012 – Hymn for Life (med Marc Bernstein & Good People)
- 2014 – Face the Music
- 2015 – Eeg – Fonnesbæk (med basisten Thomas Fonnesbæk)
- 2017 – Dreams
- 2018 – Live at the Millfactory
- 2019 – We’ve Just Begun
- 2021 – Staying in Touch